# Ephesia atra
Ephesia atra là một loài bướm đêm trong họ Noctuidae.